# Reconciliation
Reconciliation – album zespołu Aion wydany w 2000 roku nakładem wytwórni Metal Mind.

## Lista utworów
Opracowano na podstawie materiału źródłowego.
1. „R” – 00:04
2. „E” – 00:04
3. „C” – 00:04
4. „O” – 00:04
5. „N” – 00:04
6. „C” – 00:04
7. „I” – 00:04
8. „L” – 00:04
9. „I” – 00:04
10. „A” – 00:04
11. „T” – 00:04
12. „I” – 00:04
13. „O” – 00:04
14. „N” – 00:08
15. „Guilty” – 03:12
16. „Days of Fight, Days of Hope I” – 03:55
17. „Time of Reconciliation” – 03:01
18. „Implant” – 01:59
19. „Days of Fight, Days of Hope II” – 03:06
20. „The Meeting” – 02:41
21. „Suffering” – 03:49
22. „Implant” – 01:53
23. „Ten Thousand Bodies” – 03:08
24. „House of Soul” – 03:50
25. „Headless Cross” – 15:51

## Twórcy
- Witalis Jagodziński – gitara basowa
- Daniel Jokiel – gitara
- Dominik Jokiel – gitara
- Mariusz Krzyśka – śpiew
- Łukasz Migdalski – instrumenty klawiszowe
- Marcin Żurawicz – perkusja
- Grzegorz Kupczyk – gościnnie w utworze Headless Cross